# Белл, Шон

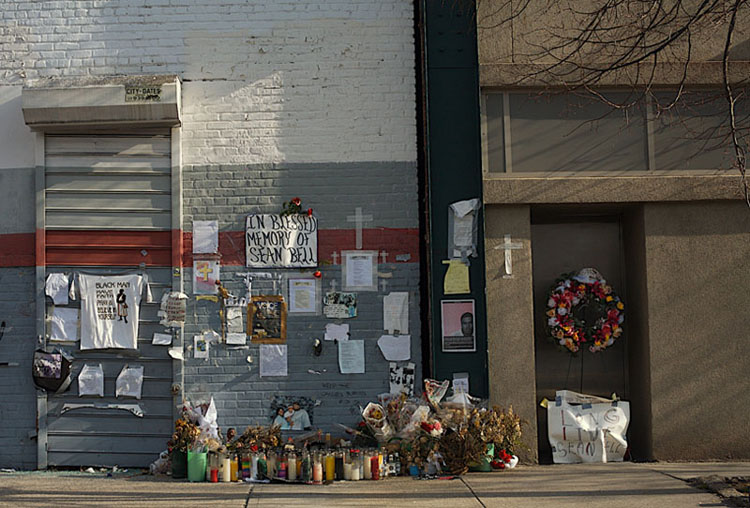
Мемориал на месте инцидента

Шон Белл (англ. Sean Bell; 18 мая 1983 — 25 ноября 2006) — афроамериканец, убитый полицейскими в Нью-Йорке в ноябре 2006 года.
25 ноября 2006 года в пригороде Нью-Йорка Шон Белл с двумя друзьями вышли из стрип-клуба, направившись к его автомобилю. Белл, собиравшийся жениться, возвращался с «мальчишника». Все трое ранее арестовывались за незаконное ношение оружия. В клубе работали двое полицейских в штатском.
По словам одного из них, у Белла произошёл конфликт с посетителями. Как заявил полицейский, один из друзей Белла предложил сходить за оружием (yo, get my gun). Один из полицейских, работавших возле клуба под прикрытием, приказал им выйти из машины. При этом, по словам потерпевших, полицейский не представился. Белл попытался уехать, однако врезался в стоящий минивэн, где находились ещё четверо полицейских. В общей сложности полицейские выпустили около 50 пуль. Один из полицейских с 12-летним стажем службы успел разрядить два магазина, выпустив 31 пулю.
Белл был убит, его друзья получили серьёзные ранения. В их машине не было обнаружено оружия.
В апреле 2008 года суд оправдал всех полицейских. Приговор вызвал возмущение у афроамериканцев, которые устроили акцию протеста у здания суда.